# كولن ألرد
كولن ألرد (بالإنجليزية: Colin Allred)‏ هو لاعب كرة قدم أمريكية أمريكي، ولد في 15 أبريل 1983 في دالاس في الولايات المتحدة.

## وصلات خارجية
- الموقع الرسمي
- كولن ألرد على موقع مرجع كرة القدم المحترفة.كوم (الإنجليزية)